# Melita gladiosa
Melita gladiosa är en kräftdjursart. Melita gladiosa ingår i släktet Melita och familjen Melitidae. Inga underarter finns listade i Catalogue of Life.